# سماك شائع (مرض جلدي)
السماك الشائع (بالإنجليزية: Ichthyosis vulgaris) كما يُعرف أيضاً باسم «السماك البسيط» أو «السماك الصبغي الجسدي السائد» هو اضطراب جلدي يُسبب جفاف وتقشر الجلد، وهو الشكل الأكثر شيوعًا لمرض السماك: يصيب حوالي 1 من كل 250 شخصًا. لهذا السبب يُعرف باسم السماك الشائع. عادة ما يكون مرض وراثي جسدي سائد (غالبًا ما يرتبط بالفيلاغرين Filaggrin)، على الرغم من وجود نسخة نادرة غير وراثية تسمى السماك المكتسب.

## العلامات والأعراض
يُبطئ السماك الشائع عملية تساقط الجلد الطبيعية. هذا يسبب تراكم مزمن ومفرط للبروتين في الطبقة العليا من الجلد (الكيراتين).تختلف الأعراض في حدتها وتميل إلى أن تكون أقل حدة في المناخ الدافئ الرطب. عادة لا يكون السماك الشائع ظاهراً عند الولادة. غالبًا ما تظهر الأعراض بعد حوالي شهرين وفي معظم الحالات قبل سن الخامسة. قد تسوء الأعراض حتى سن البلوغ، وأحيانًا تتحسن مع التقدم في السن.
أحد الأعراض الرئيسية هو الجلد الجاف والمتقشر (جفاف الجلد) يؤثر على الجانب الباسط (العضلة الباسطة) للأطراف وفروة الرأس والوجه المركزي والجذع. عادة ما يتم تجفيف ثنايا الجلد (تجاعيد الرقبة والإبطين والكوع والركبة).  قد يكون هناك تشقق (شق جلدي مؤلم) في راحة اليد (الكف) والأخمض.
يرتبط السماك الشائع بتقرن الجريبات الشعرية (فرط التقرن الجريبي) والخطية (خطوط الجلد الواضحة) في الراحتين والأخمضين. تشمل الأعراض الأخرى ما يلي:
- البشرة الجافة المتقشرة.
- قشور ملونة بيضاء أو رمادية أو بنية - مع قشور داكنة اللون عادة على بشرة داكنة.
- فروة متقشرة.
- تشققات عميقة ومؤلمة في الجلد.

عادةً ما تظهر القشور على المرفق وأسفل الساق وقد تكون سميكة ومظلمة بشكل خاص فوق الساق. معظم حالات السُماك الشائع خفيفة، ولكن بعضها قد يكون حادًا. قد تختلف شدة الأعراض اختلافًا كبيرًا بين أفراد الأسرة المصابين بهذه الحالة. تتفاقم الأعراض عادةً أو تكون أكثر وضوحًا في البيئات الباردة والجافة وتميل إلى التحسن في البيئات الدافئة والرطبة.

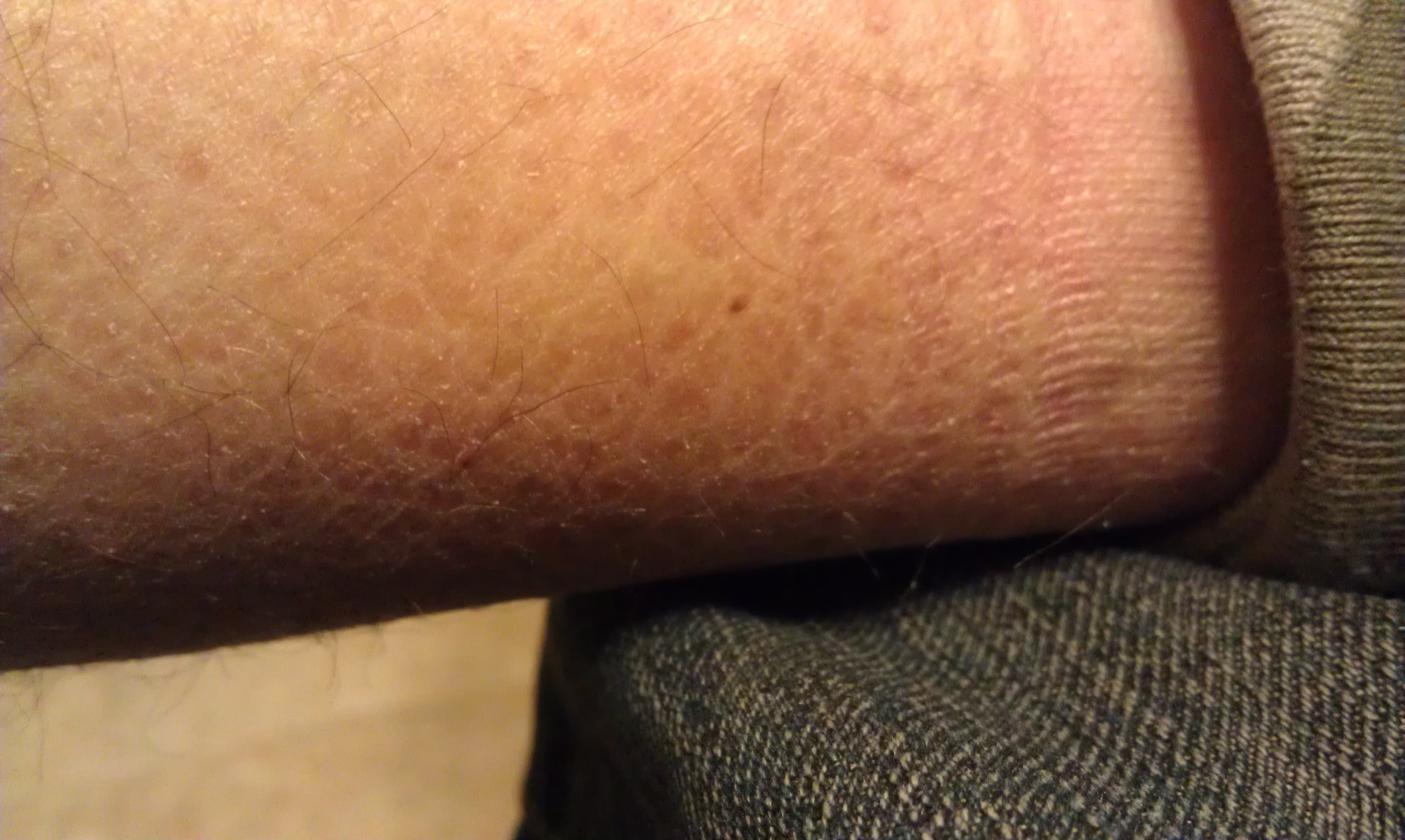
عرض معتدل للسماك الشائع: خطوط فسيفساء باهتة على ربلة الساق.

## العلاج
على الرغم من عدم وجود طريقة لعلاج المرض نفسه، إلا أن هناك طرقًا لتخفيف الأعراض. وتشمل هذه المساعدة الطبية على شكل أقراص، واستخدام الزيوت والغسول الثقيلة. قد تشمل العلاجات ما يلي:
- كريمات ومراهم التقشير: تساعد الكريمات والمراهم التي تحتوي على أحماض ألفا هيدروكسي، مثل حمض اللاكتيك وحمض الجليكوليك، على التحكم في التقشير وزيادة رطوبة البشرة.
- عن طريق الفم: قد يصف الطبيب أدوية مشتقة من فيتامين أ تسمى الرتينويدات لتقليل إنتاج خلايا الجلد. قد تشمل الآثار الجانبية للدواء التهاب العين والشفاه، وعرن العظام وتساقط الشعر. قد تسبب التينويدات عيوب خلقية أيضاً، لذا لا يجب أخذها من غير وصفة طبية.  يجب على النساء اللواتي يفكرن في علاج الرتينويد التأكد من أنهن غير حوامل قبل بدء الدواء - واستخدام وسائل منع الحمل الفعالة أثناء تناول الرتينويد.

وللحفاظ على صحة جيدة للجلد بعد أن تخف الأعراض، يُنصح الشخص المصاب بالاستمرار بشكل طبيعي في حياته مع اتخاذ الاحتياطات اللازمة أثناء الاستحمام، وذلك عن طريق أخذ حمامات أقصر وأكثر برودة من المعتاد لعدم الضغط على الجلد. من المعروف أيضًا أن استخدام صابون الرغوة بدلاً من غسل الجسم بالصابون السائل يمكن أن يساعد في تخفيف الأعراض.[بحاجة لمصدر]

## روابط خارجية
- صور من معلومات السماك نسخة محفوظة 21 أبريل 2021 على موقع واي باك مشين.
- مؤسسة لأبحاث السماك في موناكو